# Narboutivka
Narboutivka (ukrainien : Нарбутівка, russe : Нарбутовка) est un village au nord de l'oblast de Soumy, en Ukraine, dont la population est d'environ 70 habitants (2001).
Il est situé sur le Ianivka (Янівка), une rivière de 14 km de long du réseau fluvial de la Desna. 
Le village se trouve dans le nord du raion de Hloukhiv à 30 km au nord-est de la ville chef-lieu Hloukhiv et à 170 km au nord-ouest du chef-lieu de l'oblast, Soumy. il fait partie de la commune rurale de Beresa (Береза).
À proximité, au sud-est de Narboutkiva se trouve l'ancien aérodrome militaire de Tscherwone-Pustohorod (Червоне-Пустогород).

## Personnalités
- Gueorgui Narbout, né en 1886 à Narboutkiva, peintre, illustrateur, graphiste et recteur de l'Académie ukrainienne des arts visuels et d'architecture.
- Vladimir Narbout, le poète acméisme et frère cadet de Gueorgui, né à Narboutkiva en 1888.